# Stactobia nori
Stactobia nori är en nattsländeart som beskrevs av Schmid 1983. Stactobia nori ingår i släktet Stactobia och familjen smånattsländor. Inga underarter finns listade i Catalogue of Life.